# كأس رابطة محترفي التنس
كأس رابطة محترفي التنس هي مسابقة دولية للعبة كرة المضرب للرجال على مستوى المنتخبات العالميَّة تقام على الملاعب الصلبة.بدأت المسابقة في يناير 2020.تقام البطولة في ثلاث مدن أسترالية على مدار عشرة أيام في الفترة التي تسبق بطولة أستراليا المفتوحة،وتضم فرقًا من 24 دولة.